# Tűzföldi csigaforgató
A tűzföldi csigaforgató (Haematopus leucopodus) a madarak osztályának lilealakúak (Charadriiformes) rendjébe, ezen belül a csigaforgatófélék (Haematopodidae) családjába tartozó faj.

## Rendszerezése
A fajt Prosper Garnot francia ornitológus írta le 1826-ban.

## Előfordulása
Dél-Amerika déli részén, Argentína, Chile, a Falkland-szigetek és a Déli-Georgia és Déli-Sandwich-szigetek  területén honos.  Természetes élőhelyei a sziklás, homokos és kavicsos tengerpartok, valamint édes vizű tavak. Vonuló faj.

## Megjelenése
Testhossza 46 centiméter, testtömege 585–700 gramm.
|  |

## Életmódja
Főleg kagylókkal és rákokkal táplálkozik, de fogyaszt földi gilisztákat is.

## Természetvédelmi helyzete
Az elterjedési területe nagyon nagy, egyedszáma pedig stabil. A Természetvédelmi Világszövetség Vörös listáján nem fenyegetett fajként szerepel.